# Acherontia ariel
Acherontia ariel är en fjärilsart som beskrevs av Jean Baptiste Boisduval 1875. Acherontia ariel ingår i släktet Acherontia och familjen svärmare. Inga underarter finns listade i Catalogue of Life.

## Bildgalleri

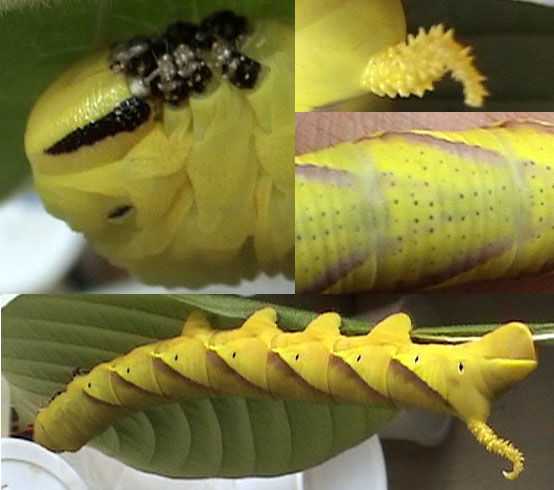
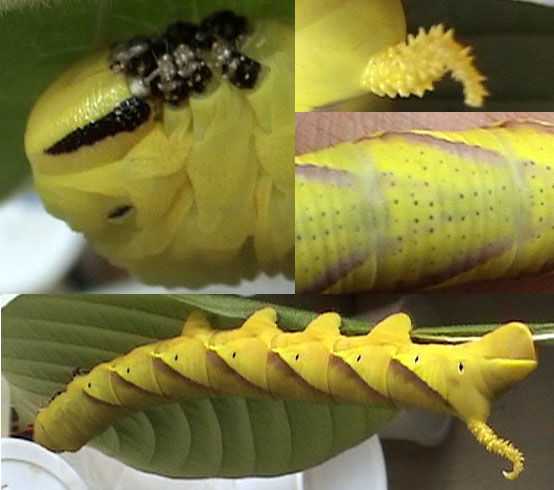
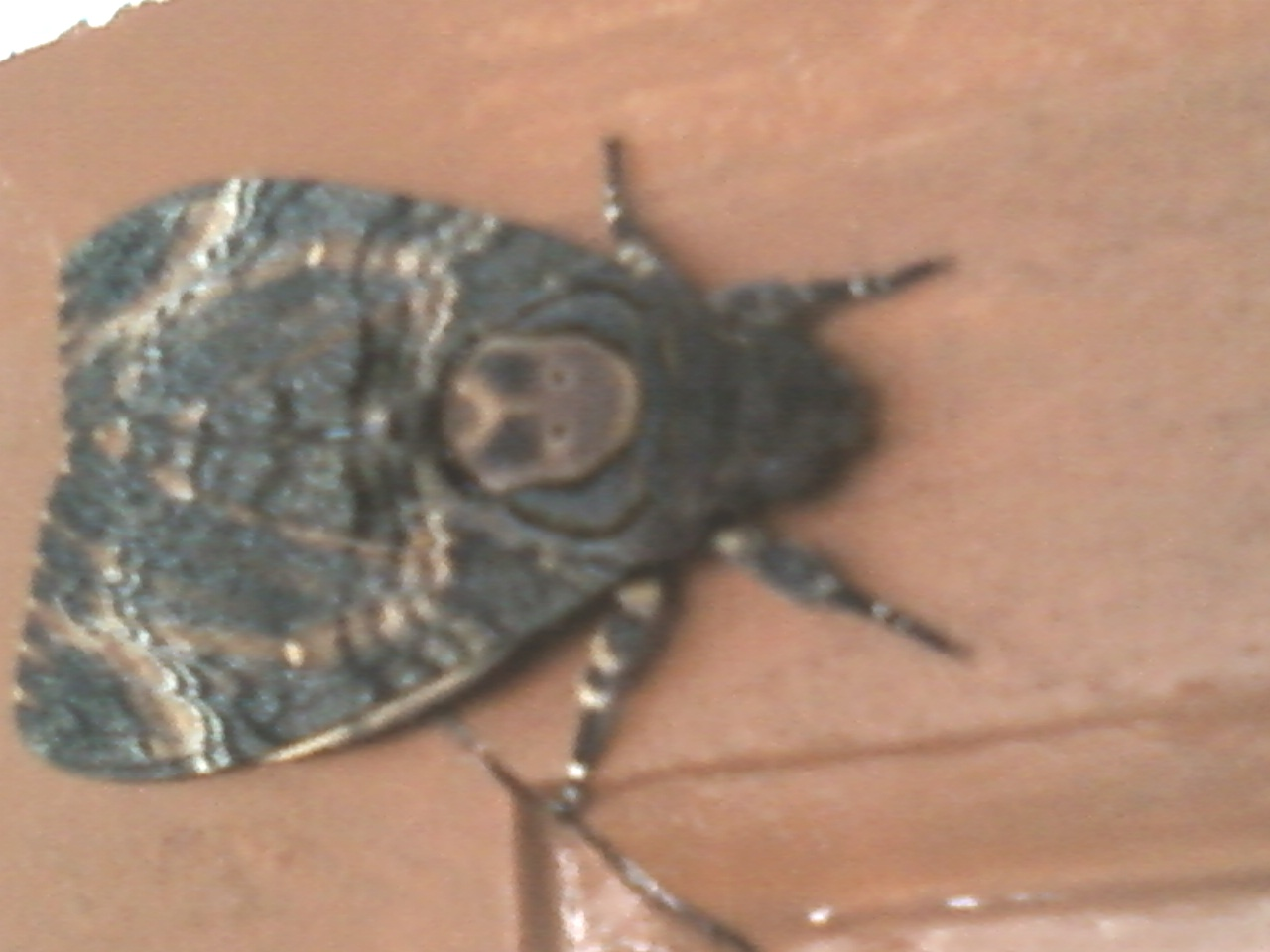
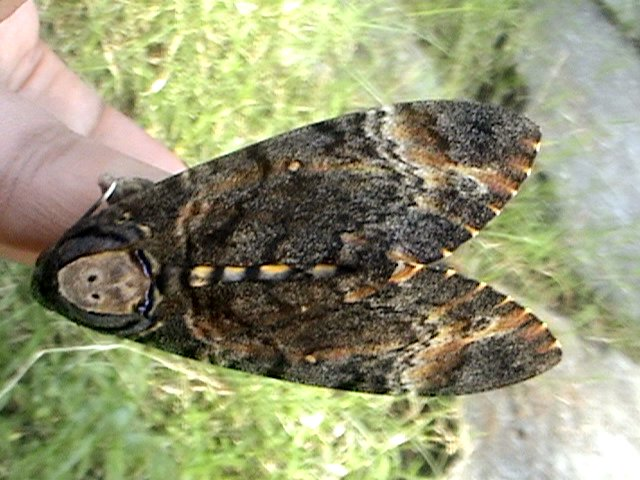